# Sphegina tuvinica
Sphegina tuvinica är en tvåvingeart som beskrevs av Violovitsh 1980. Sphegina tuvinica ingår i släktet midjeblomflugor, och familjen blomflugor. Inga underarter finns listade i Catalogue of Life.